# Primera Federación Femenina
La Primera Federación de Fútbol Femenino, anche nota come Primera Federación FutFem e in passato come Segunda División Femenina de España, è il secondo livello del campionato spagnolo femminile di calcio, immediatamente al di sotto della Primera División e, come questa, campionato professionistico.
Organizzato dalla Federcalcio spagnola (RFEF), si disputa dalla stagione 2001-2002 ed era inizialmente conosciuto con il nome di Primera Nacional de Fútbol Femenino.
A partire dalla stagione 2019-2020 è composta da due gruppi di sedici squadre ciascuno, Nord e Sud, con le migliori squadre qualificate della stagione precedente più le due squadre retrocesse dalla Primera División, venendo promosse le due squadre prime classificate di ogni gruppo; tuttavia dalla stagione 2022-2023 il campionato è stato ridotto a 16 squadre e a girone unico per poi essere ulteriormente ridotte a 14 la stagione successiva.
I tre club che hanno ottenuto maggiori vittorie nel campionato cadetto sono Fundación Albacete, Oiartzun e l'oramai scomparso Club Deportivo Rayco, tutti con sei titoli.

## Le squadre

### Organico attuale
Alla stagione 2024-2025 sono iscritte le seguenti 14 squadre:
- AEM
- Alhama
- Atlético Baleares
- Atlético Madrid B
- Barcellona B
- Cacereño
- Getafe
- Alavés
- Dux Logroño
- Huelva
- Fundación Albacete
- Real Madrid B
- Osasuna
- Villarreal